# Bryony Raine
Bryony Raine (ur. 30 sierpnia 1986) – walijska lekkoatletka specjalizująca się w skoku o tyczce.
Medalistka mistrzostw Wielkiej Brytanii oraz Walii.

## Rekordy życiowe
- skok o tyczce (stadion) – 4,16 (2011)
- skok o tyczce (hala) – 4,15 (2010 & 2011)